# Aguilafuente
Aguilafuente est une commune de la province de Ségovie dans la communauté autonome de Castille-et-León en Espagne.

## Notes et références

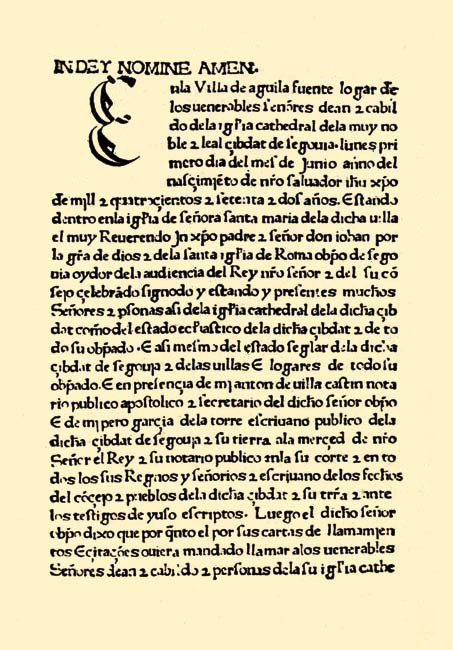
Sinodal de Aguilafuente (Juan Párix, 1472).